# Division Nationale 2019-2020
La Division Nationale 2019-2020, nota anche come BGL Ligue 2019-2020 per motivi di sponsorizzazione, è stata la centoseiesima edizione della massima serie del campionato lussemburghese di calcio, iniziata il 4 agosto 2019 e finita il 22 marzo 2020. Il campionato è stato annullato per l'emergenza COVID-19. Oltre a non assegnare il titolo, la FLF ha deciso di non procedere alle retrocessioni.

## Stagione

### Novità
Dalla Division Nationale 2018-2019 erano stati retrocessi l'R.M. Hamm Benfica e il Rumelange, mentre dalla Éirepromotioun 2018-2019 erano stati promossi i Blue Boys Muhlenbach e il Rodange 91.

### Formula
Le quattordici squadre partecipanti si affrontano in un girone all'italiana con partite di andata e ritorno per un totale di 26 giornate. Al termine del campionato la prima classificata è designata campione del Lussemburgo e ammessa al primo turno preliminare della UEFA Champions League 2020-2021. La squadra seconda classificata viene ammessa al primo turno preliminare della UEFA Europa League 2020-2021 assieme alla vincitrice della coppa nazionale, la squadra terza classificata viene ammessa invece al turno preliminare. Le ultime due classificate vengono retrocesse direttamente in Éirepromotioun, mentre la dodicesima classificata affronta la terza classificata in Éirepromotioun in un play-off promozione/retrocessione.

## Squadre partecipanti
| Club                 | Città             | Stadio                                     | Stagione precedente             |
| -------------------- | ----------------- | ------------------------------------------ | ------------------------------- |
| Blue Boys Muhlenbach | Muhlenbach        | Stade Mathias Mamer                        | 2º posto in Éirepromotioun      |
| Differdange 03       | Differdange       | Stade Municipal de la Ville de Differdange | 5º posto in Division Nationale  |
| F91 Dudelange        | Dudelange         | Stade Jos Nosbaum                          | Campione del Lussemburgo        |
| Etzella Ettelbruck   | Ettelbruck        | Stade Am Deich                             | 10º posto in Division Nationale |
| Fola Esch            | Esch-sur-Alzette  | Stadio Émile Mayrisch                      | 2º posto in Division Nationale  |
| Hostert              | Hostert           | Stade Jos Becker                           | 12º posto in Division Nationale |
| Jeunesse Esch        | Esch-sur-Alzette  | Stade de la Frontière                      | 3º posto in Division Nationale  |
| Mondorf              | Mondorf-les-Bains | Stade John Grün                            | 9º posto in Division Nationale  |
| Progrès Niedercorn   | Niedercorn        | Stade Jos Haupert                          | 4º posto in Division Nationale  |
| RU Luxembourg        | Lussemburgo       | Stade Achille Hammerel                     | 6º posto in Division Nationale  |
| Rodange 91           | Rodange           | Stade Joseph Philippart                    | 1º posto in Éirepromotioun      |
| UNA Strassen         | Strassen          | Complexe Sportif Jean Wirtz                | 7º posto in Division Nationale  |
| UT Pétange           | Pétange           | Stade Municipal                            | 8º posto in Division Nationale  |
| Victoria Rosport     | Rosport           | VictoriArena                               | 11º posto in Division Nationale |

## Classifica finale
|  | Pos. | Squadra              | Pt | G  | V  | N | P  | GF | GS | DR  |
|  | ---- | -------------------- | -- | -- | -- | - | -- | -- | -- | --- |
|  | 1.   | Fola Esch            | 39 | 17 | 12 | 3 | 2  | 41 | 17 | +24 |
|  | 2.   | Progrès Niedercorn   | 37 | 17 | 11 | 4 | 2  | 43 | 17 | +26 |
|  | 3.   | Differdange 03       | 35 | 17 | 11 | 2 | 4  | 36 | 25 | +11 |
|  | 4.   | UT Pétange           | 33 | 17 | 10 | 3 | 4  | 34 | 23 | +11 |
|  | 5.   | F91 Dudelange        | 26 | 17 | 8  | 2 | 7  | 38 | 24 | +14 |
|  | 6.   | UNA Strassen         | 26 | 17 | 7  | 5 | 5  | 30 | 26 | +4  |
|  | 7.   | RU Luxembourg        | 25 | 17 | 6  | 7 | 4  | 32 | 27 | +5  |
|  | 8.   | Jeunesse Esch        | 19 | 17 | 5  | 4 | 8  | 24 | 34 | -10 |
|  | 9.   | Victoria Rosport     | 18 | 17 | 5  | 3 | 9  | 23 | 35 | -12 |
|  | 10.  | Etzella Ettelbruck   | 17 | 17 | 5  | 2 | 10 | 22 | 34 | -12 |
|  | 11.  | Hostert              | 16 | 17 | 5  | 1 | 11 | 17 | 37 | -20 |
|  | 12.  | Mondorf              | 15 | 17 | 3  | 6 | 8  | 22 | 28 | -6  |
|  | 13.  | Rodange 91           | 15 | 17 | 4  | 3 | 10 | 21 | 37 | -16 |
|  | 14.  | Blue Boys Muhlenbach | 12 | 17 | 3  | 3 | 11 | 20 | 39 | -19 |

Legenda
      Ammessa alla UEFA Champions League 2020-2021.
      Ammessa alla UEFA Europa League 2020-2021.
Note:
Tre punti a vittoria, uno a pareggio, zero a sconfitta.

## Risultati
|                      | BBM  | Dif  | Etz  | Dud  | Fol  | Hos  | JeE  | Mon  | PrN  | RFC  | Rod  | UNA  | UTP  | Vic  |
| -------------------- | ---- | ---- | ---- | ---- | ---- | ---- | ---- | ---- | ---- | ---- | ---- | ---- | ---- | ---- |
| Blue Boys Muhlenbach | –––– | 0-2  | 1-1  |      | 3-2  | 0-1  | 4-2  | 1-1  |      | 2-2  | 0-3  |      |      | 0-3  |
| Differdange 03       |      | –––– | 2-1  | 0-3  |      | 3-1  |      |      | 1-4  |      | 2-1  | 4-1  | 2-3  |      |
| Etzella Ettelbruck   |      | 0-3  | –––– | 1-4  | 0-1  | 0-1  |      | 1-3  | 0-4  |      | 5-2  | 3-2  | 1-2  |      |
| F91 Dudelange        | 3-1  |      |      | –––– |      |      | 1-3  | 3-1  | 2-3  | 3-3  | 4-0  | 2-2  | 4-2  |      |
| Fola Esch            | 4-2  | 1-2  | 3-1  | 2-1  | –––– |      |      |      | 2-0  |      | 5-0  | 2-1  | 2-0  |      |
| Hostert              |      | 0-3  |      | 1-0  | 1-1  | –––– |      | 0-1  | 3-5  | 0-3  | 2-3  | 1-5  |      | 2-0  |
| Jeunesse Esch        |      | 1-1  | 1-1  | 0-1  | 0-3  | 1-2  | –––– |      |      | 3-2  | 2-1  |      | 1-4  | 2-1  |
| Mondorf              | 3-0  | 1-2  | 1-2  |      | 2-2  |      | 2-3  | –––– |      | 0-4  |      | 0-0  |      | 1-2  |
| Progrés Niedercorn   | 5-2  |      |      | 2-0  |      | 4-0  | 4-0  | 2-2  | –––– | 1-2  | 1-0  | 0-0  |      | 2-1  |
| RFCU Luxembourg      |      | 3-2  | 0-3  | 1-0  | 2-2  | 2-1  | 1-1  |      | 1-1  | –––– |      |      | 2-3  | 2-2  |
| Rodange 91           | 1-3  |      | 1-2  |      |      |      | 3-3  | 1-1  |      | 1-1  | –––– | 1-2  | 1-0  | 1-0  |
| UNA Strassen         | 2-0  |      | 1-3  |      | 2-4  | 4-1  | 1-0  | 1-0  |      | 2-1  |      | –––– |      | 2-2  |
| UT Pétange           | 2-0  | 2-3  |      | 2-0  | 0-1  | 2-0  |      | 3-2  | 1-1  |      | 4-1  | 2-2  | –––– | 2-2  |
| Victoria Rosport     | 2-1  | 2-3  | 3-0  | 0-7  | 0-4  |      | 2-1  |      | 0-3  |      |      |      | 1-2  | –––– |

## Spareggio promozione-retrocessione
A causa dell'annullamento del campionato e l'abolizione delle retrocessioni, gli spareggi non si sono tenuti

## Statistiche

### Individuali

#### Classifica marcatori
| Gol |  |  | Giocatore               | Squadra              |
| --- |  |  | ----------------------- | -------------------- |
| 14  |  |  | Danel Sinani            | F91 Dudelange        |
| 13  |  |  | Moussa Seydi            | Fola Esch            |
| 11  |  |  | Emmanuel Françoise      | Progrès Niedercorn   |
| 11  |  |  | Yann Mabella            | Union Lussemburgo    |
| 10  |  |  | Artur Abreu             | UT Pétange           |
| 8   |  |  | Ken Corral              | Fola Esch            |
| 8   |  |  | Sebastian Szimayer      | UNA Strassen         |
| 8   |  |  | Martin Boakye           | Jeunesse Esch        |
| 8   |  |  | Eddire Mokrani          | UT Pétange           |
| 8   |  |  | Andreas Buch            | Differdange 03       |
| 8   |  |  | Aleksandar Biedermann   | Victoria Rosport     |
| 8   |  |  | Benjamin Runser         | UNA Strassen         |
| 7   |  |  | Elhadji Fine Bop        | Blue Boys Muhlenbach |
| 7   |  |  | Bigen Yala Lusala       | Hostert              |
| 7   |  |  | Kempes Waldemar Tekiela | Progrès Niedercorn   |